# Diante (mitología)
En la mitología griega Diante o Días (en griego Δίας) era uno de los Pelópidas que forman parte de la genealogía hesiódica de los Atridas. Es citado tan solo en dos escolios. No se cita el nombre de su madre pero se presupone que Hipodamía sería la candidata. Diante es descrito como hermano de Atreo y también como padre de una muchacha, Cleola. Esta es la madre o abuela de Agamenón. Al menos en el Catálogo de mujeres Cleola fue la esposa de Atreo y madre de Plístenes.
Tzetzes también cita la referencia más extensa al respecto. Dice que según Hesíodo y Esquilo y algunos otros, Agamenón, Menelao y Anaxibia son hijos de Cleola, hija de Diante, y de Plístenes, hijo de Atreo.
De acuerdo a Estéfano de Bizancio Diante era hijo de un tal Abante y hermano de Alcón y Aretusa (de estos tres nada más se sabe). Se dice fue el fundador de la ciudad de Atenas (no confundir con la otra Atenas) en Eubea, nombrándola en honor a su patria.